# Trailliaedoxa
Trailliaedoxa  es un género de plantas con flores perteneciente a la familia de las rubiáceas. Incluye una sola especie: Trailliaedoxa gracilis W.W.Sm. & Forrest (1917).
Es nativo del centro y sur de China.